# Stročín
Stročín este o comună slovacă, aflată în districtul Svidník din regiunea Prešov. Localitatea se află la altitudinea de 210 m deasupra n.m., se întinde pe o suprafață de 8,66 km2 și în 2017 număra 566 de locuitori.

## Istoric
Localitatea Stročín este atestată documentar din 1317.

## Demografie
| An:                | 1994 | 2004    | 2014    | 2024   |
| ------------------ | ---- | ------- | ------- | ------ |
| Număr de persoane: | 406  | 499     | 559     | 572    |
| Diferență:         |      | +22,90% | +12,02% | +2,32% |

| An:                | 2023 | 2024   |
| ------------------ | ---- | ------ |
| Număr de persoane: | 568  | 572    |
| Diferență:         |      | +0,70% |